# Histoire des médias
 (avril 2021).
Si vous disposez d'ouvrages ou d'articles de référence ou si vous connaissez des sites web de qualité traitant du thème abordé ici, merci de compléter l'article en donnant les références utiles à sa vérifiabilité et en les liant à la section « Notes et références ».
 (avril 2021).
La mise en forme du texte ne suit pas les recommandations de Wikipédia : il faut le « wikifier ».
Les points d'amélioration suivants sont les cas les plus fréquents. Le détail des points à revoir est peut-être précisé sur la page de discussion.
- Les titres sont pré-formatés par le logiciel. Ils ne sont ni en capitales, ni en gras.
- Le texte ne doit pas être écrit en capitales (les noms de famille non plus), ni en gras, ni en italique, ni en « petit »…
- Le gras n'est utilisé que pour surligner le titre de l'article dans l'introduction, une seule fois.
- L'italique est rarement utilisé : mots en langue étrangère, titres d'œuvres, noms de bateaux, etc.
- Les citations ne sont pas en italique mais en corps de texte normal. Elles sont entourées par des guillemets français : « et ».
- Les listes à puces sont à éviter, des paragraphes rédigés étant largement préférés. Les tableaux sont à réserver à la présentation de données structurées (résultats, etc.).
- Les appels de note de bas de page (petits chiffres en exposant, introduits par l'outil «  Source ») sont à placer entre la fin de phrase et le point final[comme ça].
- Les liens internes (vers d'autres articles de Wikipédia) sont à choisir avec parcimonie. Créez des liens vers des articles approfondissant le sujet. Les termes génériques sans rapport avec le sujet sont à éviter, ainsi que les répétitions de liens vers un même terme.
- Les liens externes sont à placer uniquement dans une section « Liens externes », à la fin de l'article. Ces liens sont à choisir avec parcimonie suivant les règles définies. Si un lien sert de source à l'article, son insertion dans le texte est à faire par les notes de bas de page.
- La présentation des références doit suivre les conventions bibliographiques. Il est recommandé d'utiliser les modèles {{Ouvrage}}, {{Chapitre}}, {{Article}}, {{Lien web}} et/ou {{Bibliographie}}. Le mode d'édition visuel peut mettre en forme automatiquement les références.
- Insérer une infobox (cadre d'informations à droite) n'est pas obligatoire pour parachever la mise en page.

Pour une aide détaillée, merci de consulter Aide:Wikification.
Si vous pensez que ces points ont été résolus, vous pouvez retirer ce bandeau et améliorer la mise en forme d'un autre article.
Les médias en tant que support de communication sont des outils qui permettent de diffuser une information. Ils sont les intermédiaires entre l’émetteur, qui veut transmettre son message, et le récepteur. Différentes catégorisations existent pour classer les supports de communication, comme les médias imprimés, électroniques, film, ou encore les médias dits simples, autonomes, de diffusion et de communication.

## Historique
Il y a 40 000 ans, l’Homme préhistorique commence à parler et à peindre. Même si personne ne peut parler d’écriture, il est difficilement niable qu’il cherchait déjà à communiquer ou à témoigner de quelque chose. Les premières écritures datent de 6 000 ans. L’écriture s’est ensuite développée et a permis la création de divers supports : l’écriture, l’affiche peinte (Moyen Âge), l’imprimerie (XVe siècle), la presse écrite (XVIIe siècle), le télégraphe (1837), le téléphone (1876), le cinéma (1900–1910), la radio (1920) ou encore la télévision (1940).
D'ailleurs, la naissance de ces médias est due à un besoin d’information ressenti par la population. Le phénomène s’est notamment développé au cours de la Seconde Guerre mondiale, même s’il était très présent auparavant, et fut propice à l’explosion des médias. Le but premier était ainsi de satisfaire au mieux le besoin d’informations des populations vivant quotidiennement dans la peur. Tous les médias sont ainsi sollicités : affiches, presse, radio, actualités filmées, cinéma et même dessins animés. De nombreux médias ont de ce fait été créées au fil des décennies, rendant compte des avancées technologiques et des facilités de communication progressivement mises en place.

## L’affiche: média né de la propagande dans un contexte de guerre
Pour un article plus général, voir Affiche.
Depuis le début de la Seconde Guerre mondiale, on assiste à l’essor de la propagande politique moderne : les différents camps se livrent à une véritable guerre d’opinion à l’aide d’un ensemble de techniques de persuasion. Le but est d’influencer la population en cherchant à lui imposer une idéologie et à lui faire adopter des comportements prédéterminés et les utiliser pour des tâches non importantes. Les prémisses de cette forme de propagande s’observent à la fin de la guerre d'indépendance cubaine qui se tient aux États-Unis en 1898. Durant cette guerre, les grands journaux américains ont produit de nombreuses images au service de leur camp. Ce phénomène est appelé « propagande belliciste ». La propagande politique moderne a ensuite progressé au cours de la Première Guerre mondiale, mais son véritable développement a lieu pendant la Seconde Guerre mondiale. 
Une véritable guerre d’images s’y est tenue en parallèle du conflit militaire. À travers la presse, le cinéma ou encore la radio était exercée une double propagande, celle de l’occupant allemand et celle des résistants. Les objectifs pouvaient être d’encourager la population à l’effort de guerre, d’occulter les mauvaises nouvelles afin d’éviter de la démoraliser, ou de désinformer le camp adverse dans le but de l’induire en erreur sur les stratégies militaires. Ces conflits mondiaux furent le terreau de l’important développement de supports tels que le tract, l’affiche de propagande, ainsi que la radio, venant s’ajouter à une presse déjà puissante.
Notons d’ailleurs que l’affiche existe depuis l’apparition des premières grandes agglomérations. Par exemple, les affiches étaient utilisées par les rois pour partager aux peuples les lois à respecter. C’était le cas de Charlemagne, qui faisait ses vassaux utiliser des registres de notice sur rouleaux envoyés au comte. Toutefois, la plupart des personnes du peuple étant analphabètes, le roi fait longtemps recours au crieur public pour transmettre les informations. Avec l’invention de l’imprimerie en 1454, l’affiche est fortement utilisée. Dans la deuxième moitié du XVe siècle apparaissent les premières réclames (feuilles imprimées uniquement sur le recto). Par exemple, à Londres, une affiche de William Caxton annonce les cures thermales de Salisbury en 1477. À Anvers, grâce à Gérard Leeu, l'image apparaît pour la première fois, en plus du texte et annonce la Légende de Mélusine en 1491. 

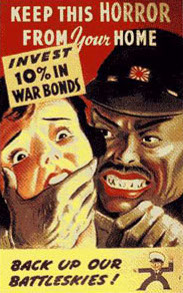
Affiche de propagande américaine datant de la Seconde Guerre mondiale visant à susciter l'achat d'obligations pour financer l'effort de guerre.
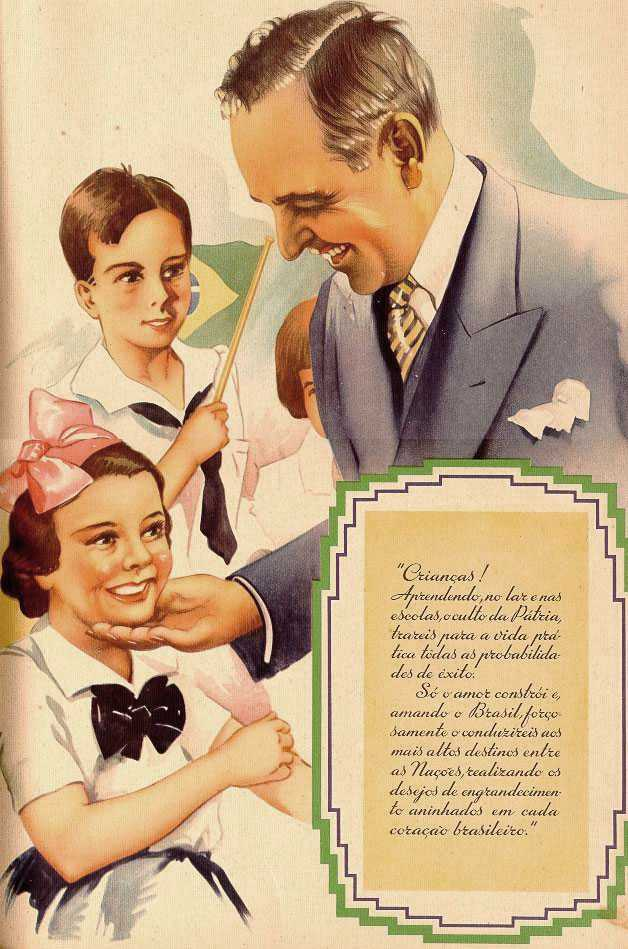
Affiche de propagande développant le style naïf de l'imagerie d'Épinal au profit de la politique de l'Estado Novo brésilien développée par le président Getúlio Vargas pendant les années 1930.
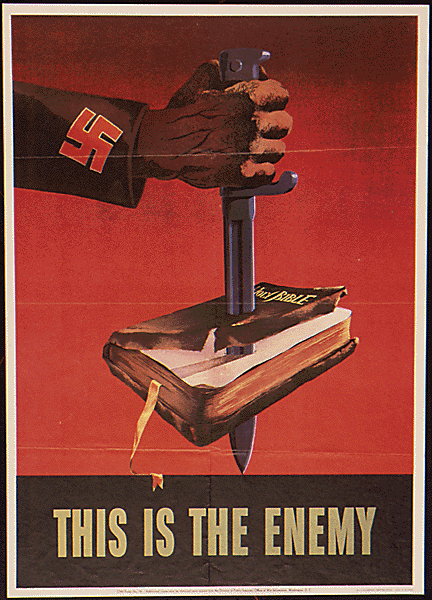
Propagande américaine soulignant l'hostilité des nazis envers la Bible.

## L’imprimerie: un outil pour simplifier le langage, un travail minutieux
Pour un article plus général, voir Imprimerie.
L’imprimerie regroupe un ensemble de techniques et de métiers qui permettent de reproduire en masse des supports imprimés, afin de pouvoir les distribuer en quantité. Les chinois sont à l’origine de l’invention de l’imprimerie : au IIe siècle, ils souhaitaient simplifier leur écriture idéographique. De plus, l’invention du papier en 105, ainsi que l’expansion de la religion bouddhiste ont favorisé le développement de l’imprimerie en Chine. C’est près de deux siècles plus tard (en 1434) que Johannes Gutenberg invente la presse à imprimer. Quelques années plus tard, et plus précisément en 1440, il met en place l’utilisation de caractères mobiles en métal et invente donc la technique typographique. On le considère comme le père de la typographie moderne, grâce à sa Bible dite à « quarante-deux lignes » qui est le premier livre européen imprimé.
La fabrication d’un support imprimé nécessite plusieurs étapes. En effet, il y a d’abord la préparation du contenu qui sera suivi par la mise en page des textes afin qu’ils soient utilisables. Le traitement des illustrations est aussi très important avant de passer à l’impression puis au façonnage, qui consiste au pliage, massicotage et assemblage. 
L’imprimerie a connu de nombreux changements l’amenant à une grande évolution au fil des années. Aujourd’hui, l’impression d’un document est très simple et rapide. Elle peut être réalisée à l’aide de divers procédés : l’impression numérique ou l’offset.

## La presse: un média né de la Révolution?
Pour un article plus général, voir Révolution française.
La presse englobe l’ensemble des moyens de diffusion de l’information écrite. Le mot a pour origine l’utilisation de la presse d’imprimerie, sur laquelle les professionnels pressaient les feuilles de papier avant de les imprimer. Lors de la Révolution française, la presse a été grandement sollicitée, passant en onze ans (de 1789 à 1800) de quelques publications à près de trois cent cinquante journaux. On assiste alors à des périodes d’interdiction de publication, imposée par le pouvoir de l’époque. 
Avant la révolution, à la suite du Courrier de Provence publié par Honoré-Gabriel Riqueti de Mirabeau et suivi de bien d’autres publications, le Conseil d’État interdit tout professionnel de publier un journal ou tout prospectus que ce soit sans l’autorisation du roi. Pendant la révolution, chaque parti défendait ses propres idées dans son propre journal. Les attaques devinrent de plus en plus violentes.

## La librairie et l’édition: entre séparation et concurrences
Pour un article plus général, voir Librairie.
Les libraires pratiquaient également le métier d’éditeur jusqu’au début du XIXe siècle. Ils achetaient des manuscrits aux auteurs et les imprimaient en les écoulant dans leur boutique. La séparation entre édition et librairie s’opère quelques années plus tard : les codes du métier de libraire sont ainsi fixés (jusqu’en 1870) par le décret du 5 février 1810: 26 des 51 articles concernent les délits et punitions que les professionnels du livre peuvent encourir, et cinq autres les libraires. Les libraires sont confrontés à différents concurrents, comme les cabinets de lecture, les colporteurs, les bouquinistes ou encore la vente directe par les éditeurs. 
D’autres concurrents voient le jour après 1945, tels que les clubs de livres, la vente par correspondance, les drugstores, les grandes enseignes culturelles, les supermarchés; les journaux et, enfin, les nouveaux médias (télévision, puis Internet). 
D’autres concurrents apparaissent dans les années 1970, à savoir les hypermarchés et les grandes surfaces super-spécialisées, comme la Fnac. 
Aujourd’hui, les librairies ont pour principaux concurrents les librairies en lignes, d’abord apparues aux États-Unis. Ces dernières vendent l’e-books, le livre numérique, lu sur liseuses. Ces derniers sont de plus en plus répandus. Toutefois, si le livre connaît une crise avant les années 2010, il est le plus souvent au coude à coude avec son frère numérique. De plus, les lecteurs sont nombreux à vouloir renouer avec le livre physique après les nouveautés apportées par les nouvelles technologies. 

## L'heure de gloire du journal et du périodique
Pour un article plus général, voir Presse écrite.
Les premiers périodiques sont apparus au XVIe siècle pour assouvir le besoin d’informations des lecteurs. Ils étaient le plus souvent publiés mensuellement. Le premier périodique imprimé au monde fut un journal de quatre pages portant le nom de Relation. Il a été imprimé à Strasbourg par Jean Carolus en 1605.
En 1631, Théophraste Renaudot crée le premier grand périodique français hebdomadaire La Gazette. Ce dernier obtint un privilège royal qui lui conféra le monopole de l’information dans un contexte où la censure et le contrôle de la presse étaient omniprésent.
le 19 mai 1789, la Déclaration des droits de l’homme et du citoyen déclare dans l’article 11 : « La libre communication des pensées et des opinions est un des droits les plus précieux de l’homme : tout citoyen peut donc parler, écrire, imprimer librement, sauf à répondre des abus de cette liberté dans les cas déterminés par la loi ».
En 1914, une censure préventive est mise en place à la suite de la déclaration de la Première Guerre mondiale. Elle sera retirée en 1918.
Cependant, un constat se fait observer : la presse écrite ne séduit plus autant qu’avant et nous assistons à un recul de celle-ci et ce malgré l’arrivée de la presse gratuite.

## Le cinéma: innovation du spectacle vivant
Pour un article plus général, voir Cinéma.

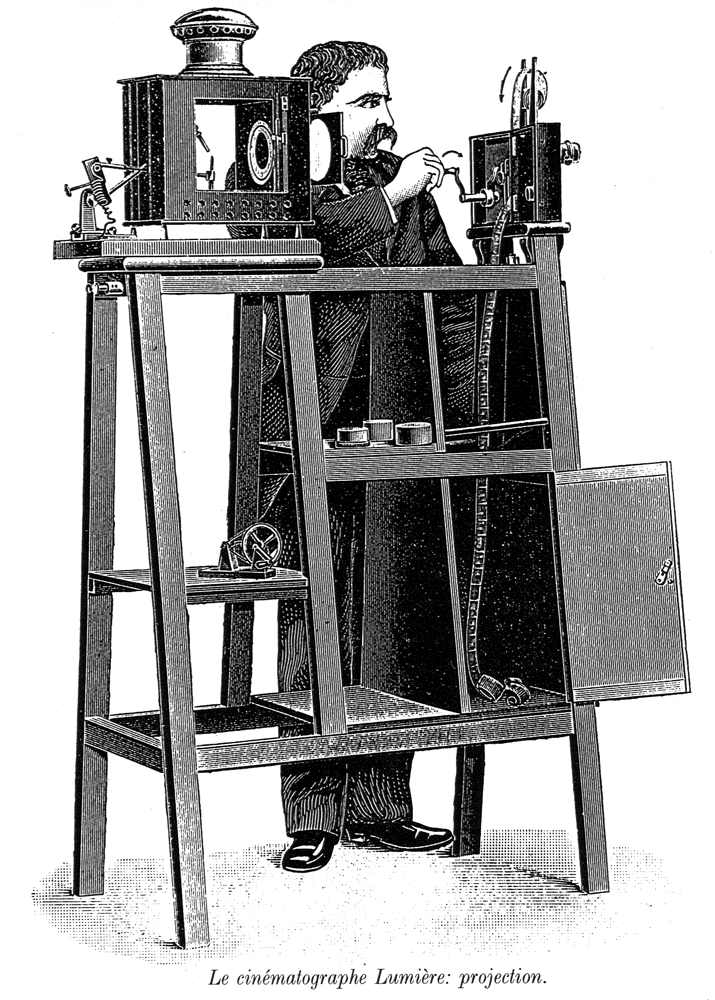
Cinématographe des frères Lumière en 1895 (remarquez la pellicule se déroulant sans bobine de réception, en « chandelle » dans le compartiment inférieur, et la petite enrouleuse à gauche pour rembobiner).

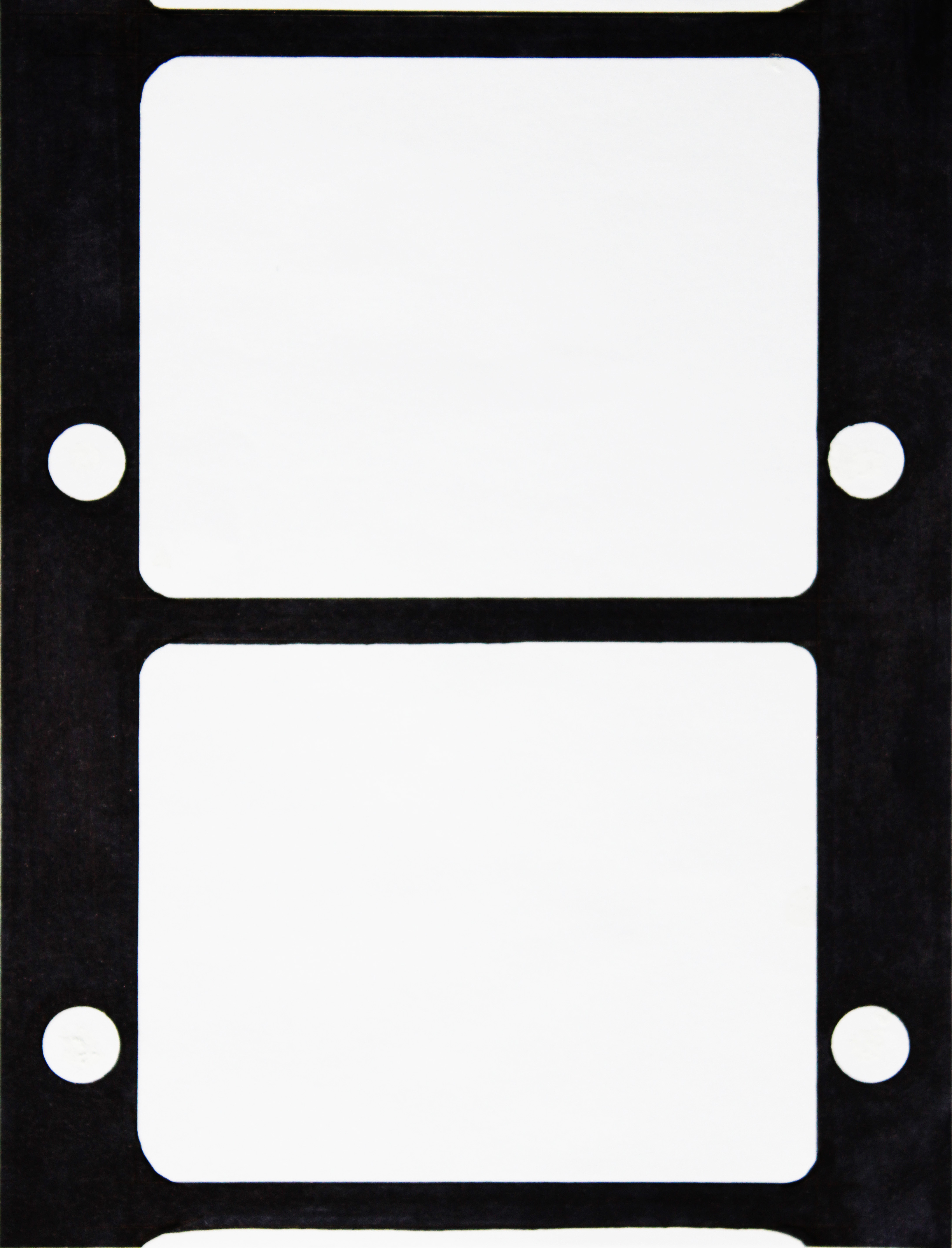
Modèle de film cinéma Lumière.

Le cinéma tel qu'on l'entend est né en 1895. Il a été inventé par les frères Auguste et Louis Lumière qui déposent le brevet sous le nom de Cinématographe. La première représentation publique et payante se tient en mars 1895 dans un salon du Grand Café à Paris. Le cinéma est un art du spectacle. En français, il est couramment désigné comme le « septième art », d'après l'expression du critique Ricciotto Canudo dans les années 1920. Depuis son invention, le cinéma est devenu à la fois un art populaire, un divertissement, une industrie et un média. Sur ce dernier point, il s’agit d’outil médiatique puissant par sa forme. Un public en immersion dans une salle obscure est tenu de regarder et entendre le film qui passe sous ses yeux, l’impact du message diffusé sur le spectateur est plus important qu’à travers d’autres médias. Au cours de l’histoire, les dirigeants l’ont bien compris avec l’usage de la propagande, et plus largement, de la communication politique.
Le cinéma a également la fonction d’outil publicitaire depuis les années 1920. La première publicité sera apparue en 1924 à Bruay sur Escault (Nord). C’est Jean Mineur qui aurait eu l’idée de coudre des affiches au rideau de cinéma. Plus tard, les publicités seront intégrées au film lui-même et diffusées sous forme de spots. En 1949, apparaît le célèbre numéro de téléphone Balzac 00 01 accompagné du petit mineur (appelé Galibot) de la société Médiavision. Le placement de produit a lui aussi fait très tôt son apparition. Dès 1896, les frères Lumière feront apparaître à l'écran une caisse d'eau en bouteilles Évian dont la marque est encore bien connue de nos jours, dans le film Embarquement.

## Entrée en jeu de la télégraphie sans fil
Pour un article plus général, voir Télégraphie sans fil.
La première transmission sans fil en France a lieu le 5 novembre 1898. L’industriel et scientifique Eugène Ducretet offre une démonstration publique de transmission sans fil avec l’aide de l’ingénieur Ernest Roger. Situé au troisième étage de la tour Eiffel, il émet jusqu’au Panthéon, où le message est reçu en morse. En 1921, se tient la première émission radiophonique en France. Après plusieurs essais, la station Tour Eiffel émet la première émission française de radio. Mise en place sous l’impulsion du général Gustave Ferrié, elle dure une demi-heure avec au programme une revue de presse, un bulletin météo et un morceau de musique au violon.
Au Royaume-Uni, la BBC (dont l’acronyme signifie British Broadcasting Company puis British Broadcasting Corporation) diffuse sa première émission le 14 novembre 1922. Fondée par plusieurs fabricants de radio qui perçoivent une redevance sur les postes, elle sera en situation de monopole jusqu’en 1955. Elle aura pendant la Seconde Guerre mondiale le statut de radio de la résistance en Europe et celui de soutien pour les troupes et la population du Royaume-Uni.
Naissance de Paris PTT le 19 janvier 1923. L’École supérieure des Postes et Télégraphes fonde la station d’État Paris PTT. Alfred Denery en prend les commandes. Émettant en ondes moyennes depuis les locaux de l’École, Paris PTT diffuse des retransmissions musicales avant de lancer son premier journal national. Les PTT créeront par la suite de nombreuses petites stations régionales. Le 30 juin 1923, une loi établit le monopole de l’État français sur l’émission et la réception radiophonique. La possession de postes de radio est autorisée à condition d’en faire la déclaration. Cette loi admet tout de même une certaine liberté, notamment en ce qui concerne la création de stations privées.
En juillet 1929, la radio Paris PTT suit le Tour de France pour la première fois, mais la qualité de diffusion n'est pas idéale. 
De nouvelles radio naissent en 1931, telles Radio Vatican le 12 février, ou Radio Luxembourg (future RTL) le 8 juin. 
En 1933, l'État français établit une redevance sur l'utilisation du matériel radiophonique avec le passage d'une loi. 
Le premier orchestre symphonique de la radio d'État en France, l’Orchestre National de radiodiffusion, est fondé en 1934. La musique contemporaine y est privilégiée. C’est en 1944 qu’il donnera son premier concert radiophonique en soutien à la coalition alliée à travers les thèmes interprétés choisis. 
Le système administratif de la radiodiffusion publique se voit modifié par un décret de 1939, dès lors, l’administration dépendra du Président du Conseil. Jusqu'alors, ce poste revenait au ministre du PTT. Puis, au cours de ma guerre, c’est le ministère des Affaires étrangères qui en assurera la présidence. À la Libération, la Radiodiffusion nationale deviendra Radiodiffusion de la nation française, du 21 au 28 août 1944, puis Radiodiffusion française (RDF), de 1944 à 1949, à nouveau rattachée à la Présidence du Conseil. 
En 1944, la Radiodiffusion de la nation française (RNF) crée sa phonothèque dans le but de conserver les documents radiophoniques diffusés au cours de la « guerre des ondes ». L'accent est mis sur la conservation des interventions politiques et des enregistrements de guerre.

## Le téléphone: une communication à distance qui innove en permanence
Pour un article plus général, voir Téléphone.

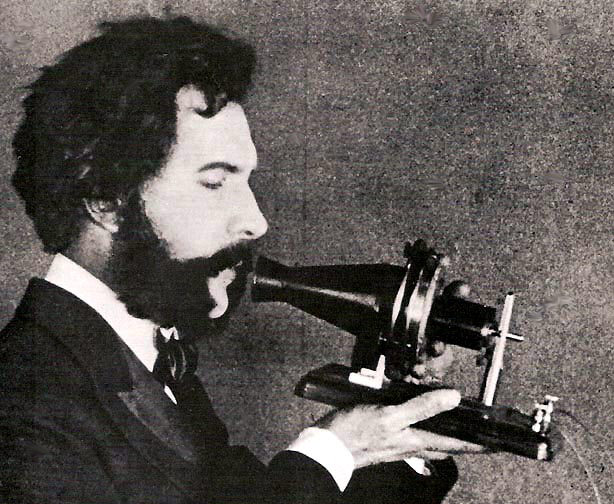
Acteur représentant Alexander Graham Bell parlant au téléphone en 1876.

Le téléphone est un appareil qui permet la réception et la transmission de sons à distance, via des câbles et des circuits électriques. Le premier téléphone apparaît en 1876 grâce à l'écossais Alexander Graham Bell, il dépose un brevet sur les téléphones fonctionnant à l’électricité. À partir de 1903, il devient alors beaucoup plus facile à utiliser avec l'apparition des boutons décrocher/raccrocher. Le premier téléphone à proposer un combiné avec un microphone et un écouteur est le portable Marty. Dans les années 1990, on peut constater la plus grande modification dans l'histoire du téléphone avec l'arrivée du sans-fil. D'où sa simplicité et sa facilité d'utilisation, alors dans les années 2000, il y a l'émergence du téléphone mobile jusqu'à l’avènement du smartphone, les premiers portables intelligents, en 2007.

## La télévision: quand l’alliance du son à l’image séduit le public
Pour un article plus général, voir Télévision.
En France, le but de la télévision est d’informer, d’éduquer et de distraire. C’est en 1880 que Constantin Senlecq et Maurice Leblanc créent la première télévision en noir et blanc. L’image est obtenue grâce à un balayage composé d’un faisceau d’électrons. 
En 1892, Karl Ferdinand Braun inventa le tube cathodique à la Royal Institut de Londres, qui sera à l’origine des caméras et des récepteurs de télévisions modernes. La première télévision en couleur est créée en 1928 par John Logie Baird : à une extrémité, une scène est analysée par l’appareil grâce à un instrument mécanique à balayage (un disque tournant perforé ou un miroir en rotation). L’information, transformée ensuite en signal vidéo, est alors transmise. Un appareil similaire au premier décode ensuite le signal et le transforme en signal lumineux. Par ailleurs, en 1928, Hovannes Adamian montre une télévision en couleur à Londres. 
On assiste à une explosion de la télévision après 1945. Par exemple, en 1964, le premier écran à plasma est inventé dans une université de l’Illinois aux États-Unis par Donald L. Bitzer et H. Gene Slottow. En 1984, c’est le laboratoire central de Thomson qui développe le premier LCD en couleurs. Les téléviseurs LCD (Liquid Crystal Display) sont des écrans à cristaux liquides : ils utilisent un mode d’affichage  numérique sur un écran plat. Ils ont une faible consommation en électricité et sont désormais utilisés dans pratiquement tous les affichages électroniques. Les premiers écrans plats utilisables sur des micro ordinateurs sont proposés par Matsuhita en 1985. 

## Internet, révolution de la communication et des ordinateurs
Pour un article plus général, voir Internet.

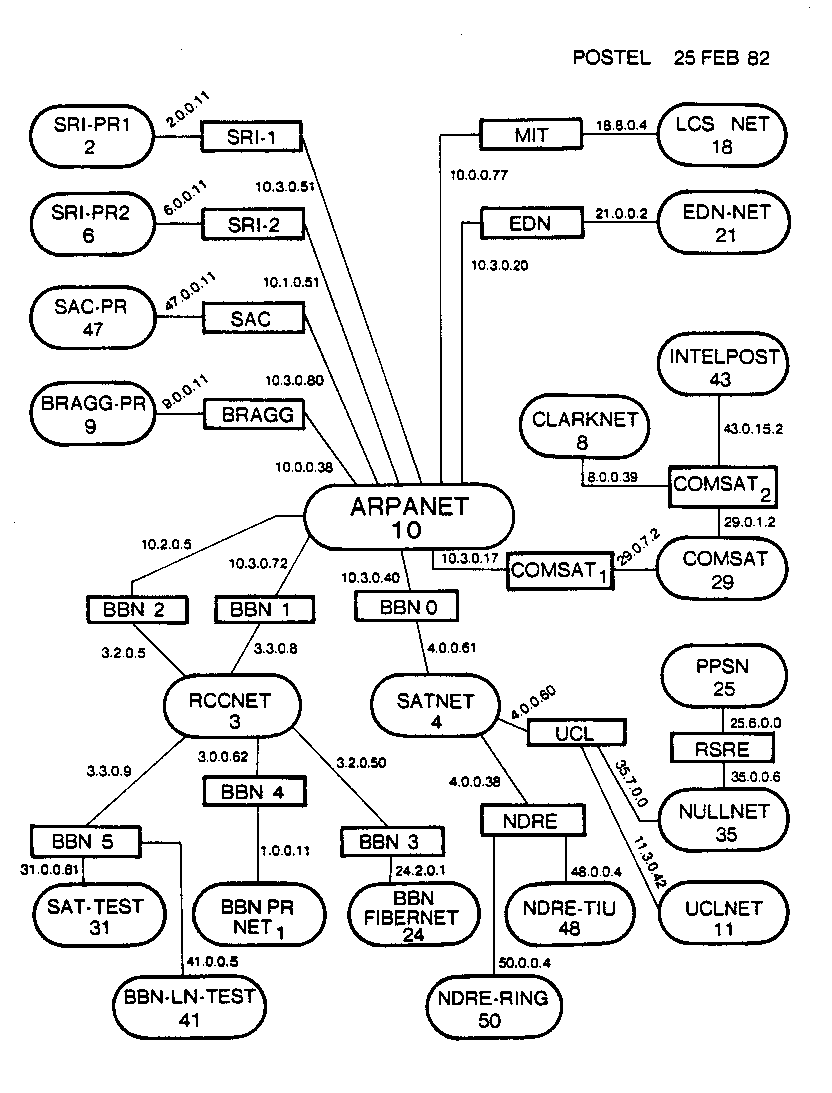
Cartographie du test du réseau TCP/IP en janvier 1982.

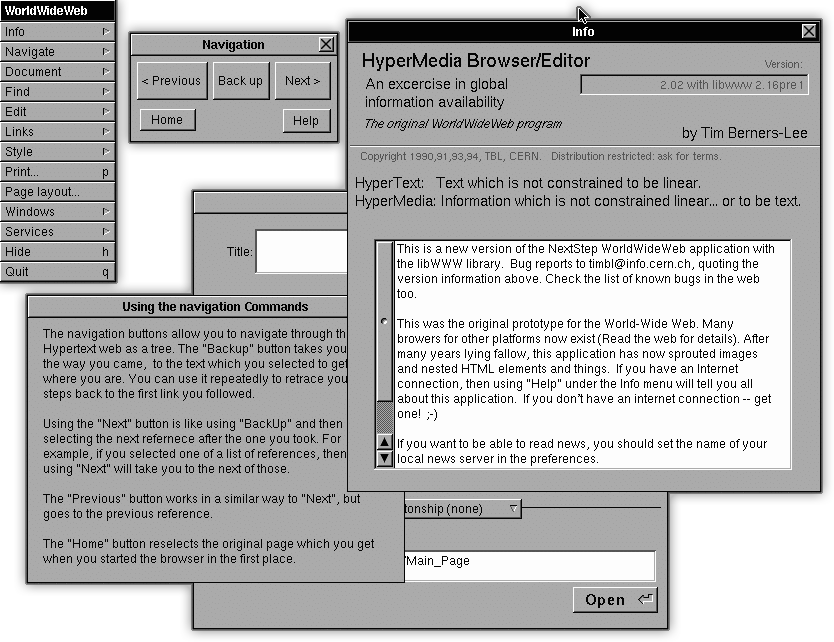
WorldWideWeb, le premier navigateur web.

L’internet est un mécanisme qui donne, à ses utilisateurs, l’occasion de diffuser des informations dans le monde entier. C’est donc un moyen d’interaction et de collaboration entre les individus. L’histoire d’internet engage divers acteurs et aspects, c’est pourquoi elle est très complexe.
Les premiers ordinateurs conçus dans les années 1930 et 1940 sont en quelque sorte les ancêtres du support au média internet.
En effet, avec les nouvelles données stratégiques, l’explosion de la bombe A soviétique en 1949 et le lancement du satellite artificiel Spoutnik 1 en 1957 naît la nécessité de contrôler les frontières aériennes. Le réseau SAGE (Semi-Automatic Ground Environment) est alors conçu sous la forme d’une série de radars reliés entre eux. C’est le premier réseau informatique militaire. Le second est ARPANET (Advanced Research Projects Agency) qui deviendra DARPA en 1996. Il est composé de quatre IMP servant d’intermédiaires entre les différents ordinateurs des universités, qui étaient uniquement des unités centrales. Par ailleurs, en 1983, apparaissent les noms de domaine : .fr, .com et .net.
Les réseaux commencent à se multiplier et grâce à l’amélioration des services existants, le Web (abréviation de World Wide Web) est développé. Au départ, ce sont uniquement des pages de textes mais elles progresseront rapidement, notamment avec la création du HTML par Tim Berners-Lee et Robert Cailliau.
Les années 1990 ont connu l’invention du HTTP, des navigateurs et des moteurs de recherche dont Google en 1997. Et en 2014, internet dépasse un milliard de sites en ligne et compte près de trois milliards d'internautes .

## Émergence des médias sociaux
Pour un article plus général, voir Médias sociaux.

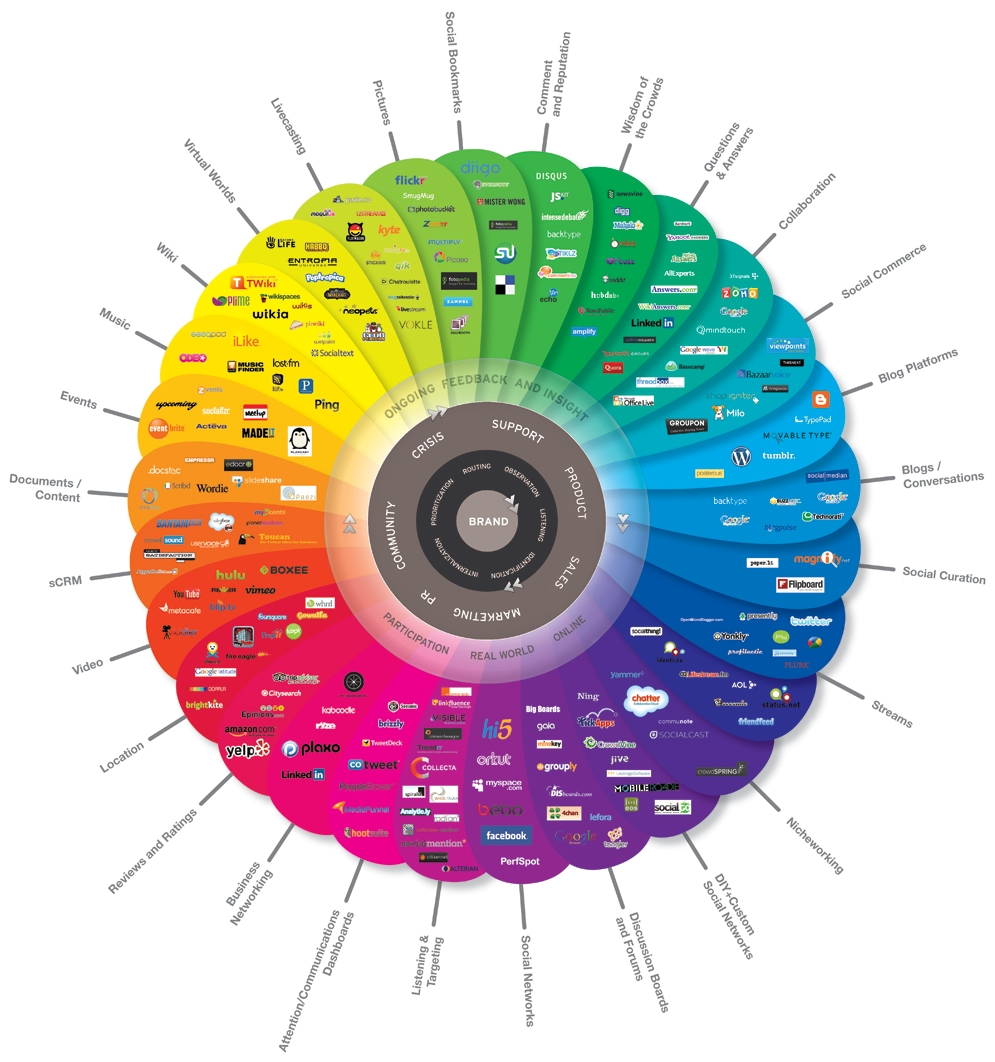
Diagramme décrivant différents types de médias sociaux.

Le terme médias sociaux est employé en remplacement à celui de Web 2.0, il est défini par l’ensemble des outils de discussion et partage sur internet. Les médias sociaux regroupent les réseaux sociaux numériques aussi appelés outils de publication, et les sites de réseaux sociaux numériques de contact et de contenu.
Classmates.com, considéré comme le pionnier des réseaux sociaux, apparaît en 1995 avec une forte valeur nostalgique et permet aux américains de retrouver leurs anciens camarades de classe. L’inscription au réseau est gratuite mais nécessite un abonnement.
En 2003, les sites Wordpress, MySpace et LinkedIn changent l’utilisation d’internet d’un point de vue personnel et professionnel. Et c’est un an après ces grands réseaux que Mark Zuckerberg crée TheFacebook, initialement un trombinoscope pour les étudiants de Harvard puis d’autres universités. Après un grand succès, son nom devient Facebook et s’élargir à un plus grand public. En effet, le réseau social en ligne rend possible la publication d’images, de photos, de vidéos et de fichiers, d'échanger des messages, de créer des groupes et d'utiliser diverses applications. À partir de ce moment, plusieurs typologies de réseaux sociaux font leur apparition : partage, discussion, commerce, publication, localisation, réseautage social, jeux, etc. ce qui provoque une prolifération de ces derniers avec l’invention de Youtube, Twitter, Spotify, Tumblr, Pinterest, Instagram, Snapchat, etc.